# Andy Turner (athlétisme)
Pour les articles homonymes, voir Andy Turner et Turner.
Andrew « Andy » Steven Turner (né le 19 septembre 1980 à Nottingham) est un ancien athlète britannique spécialiste du 110 mètres haies. Il est désormais bodybuilder.

## Carrière
Il se révèle durant la saison 2006 en se classant troisième du 110 m haies des Jeux du Commonwealth dans le temps de 13 s 62. Il obtient une nouvelle médaille de bronze quelques semaines plus tard à l'occasion des Championnats d'Europe de Göteborg, terminant derrière le Letton Stanislavs Olijars et l'Allemand Thomas Blaschek. L'année suivante, en séries des Championnats du monde d'Osaka, le Britannique établit en 13 s 24 le meilleur temps de sa carrière sur 110 m haies. Il est cependant éliminé en demi-finale avec le temps de 13 s 38. Sélectionné pour les Jeux olympiques d'été de 2008, il quitte la compétition au stade des quarts de finale.
En début de saison 2009, Andy Turner termine au pied du podium du 60 m haies des Championnats d'Europe en salle disputés à Turin. Vainqueur du 110 m haies du meeting d'Hengelo en 13 s 30, il remporte sur cette même distance les Championnats d'Europe par équipes de Leiria, permettant à l'équipe du Royaume-Uni de prendre la troisième place du classement général. Il détient la meilleure performance européenne de l'année 2009 (13 s 30) à égalité avec son compatriote William Sharman.
Le 30 juillet 2010, à Barcelone, Andy Turner devient champion d'Europe du 110 m haies en 13 s 28, devançant le Français Garfield Darien (13 s 34) et le Hongrois Dániel Kiss (13 s 39). Sélectionné dans l'équipe d'Europe lors de la première édition de la Coupe continentale d'athlétisme, à Split, il se classe deuxième de la course en 13 s 48 mais s'incline largement face à l'Américain David Oliver (13 s 11). Le Britannique conclut sa saison 2010 en remportant début octobre la médaille d'or des Jeux du Commonwealth de New Delhi (13 s 38) devant son compatriote William Sharman.
Vainqueur pour la troisième année consécutive en 2011 des Championnats d'Europe par équipes (13 s 42 avec un vent défavorable de -2,4 m/s), Andy Turner améliore de six centièmes de seconde son record personnel sur 110 m haies quelques jours plus tard lors du meeting Athletissima de Lausanne en signant le temps de 13 s 22. Aux Championnats du monde de Daegu, fin août, le Britannique profite de la disqualification en finale du Cubain Dayron Robles pour se hisser sur la troisième marche du podium. Auteur de 13 s 44, il s'incline finalement face à l'Américain Jason Richardson et le Chinois Liu Xiang.

## Palmarès

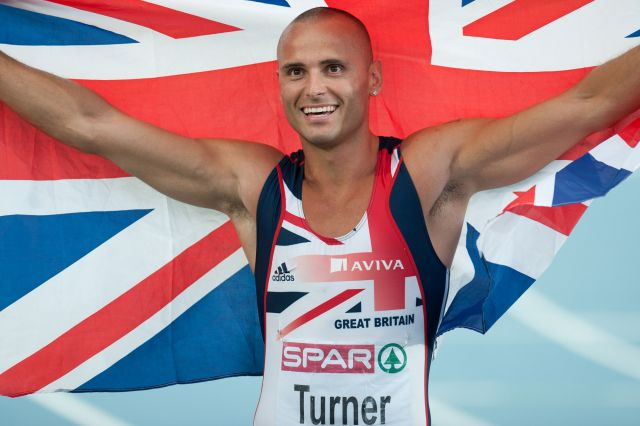
Andy Turner remporte les Championnats d'Europe 2010

| Date | Compétition                       | Lieu          | Résultat | Discipline  | Temps   |
| ---- | --------------------------------- | ------------- | -------- | ----------- | ------- |
| 2006 | Jeux du Commonwealth              | Melbourne     | 3e       | 110 m haies | 13 s 62 |
| 2006 | Championnats d'Europe             | Göteborg      | 3e       | 110 m haies | 13 s 52 |
| 2007 | Championnats d'Europe en salle    | Birmingham    | 4e       | 60 m haies  | 7 s 67  |
| 2008 | Finale mondiale                   | Stuttgart     | 7e       | 110 m haies | 13 s 68 |
| 2009 | Championnats d'Europe en salle    | Turin         | 4e       | 60 m haies  | 7 s 62  |
| 2009 | Championnats d'Europe par équipes | Leiria        | 1er      | 110 m haies | 13 s 42 |
| 2009 | Finale mondiale                   | Thessalonique | 5e       | 110 m haies | 13 s 57 |
| 2010 | Championnats d'Europe par équipes | Bergen        | 1er      | 110 m haies | 13 s 48 |
| 2010 | Championnats d'Europe             | Barcelone     | 1er      | 110 m haies | 13 s 28 |
| 2010 | Coupe continentale                | Split         | 2e       | 110 m haies | 13 s 48 |
| 2010 | Jeux du Commonwealth              | New Delhi     | 1er      | 110 m haies | 13 s 38 |
| 2011 | Championnats d'Europe par équipes | Stockholm     | 1er      | 110 m haies | 13 s 42 |
| 2011 | Championnats du monde             | Daegu         | 3e       | 110 m haies | 13 s 44 |

## Records
| Épreuve     | Performance | Lieu      | Date            |
| ----------- | ----------- | --------- | --------------- |
| 60 m haies  | 7 s 55      | Sheffield | 11 février 2007 |
| 110 m haies | 13 s 22     | Lausanne  | 30 juin 2011    |